# Ejército del Norte (Confederación Argentina)
El Ejército del Norte fue un ejército conformado para combatir contra la Confederación Perú-Boliviana.
El 19 de mayo de 1837 el entonces encargado del manejo de las relaciones exteriores de la Confederación Argentina, Juan Manuel de Rosas declaró la guerra a la Confederación Perú-Boliviana tanto por Tarija como por el hecho de que tropas peruanobolivianas invadieron la mayor parte de Jujuy, la Puna de Atacama y el norte de la provincia de Salta. Chile le había declarado también la guerra el 11 de noviembre de 1836, con el apoyo de peruanos contrarios a Santa Cruz y la Confederación, entablándose una alianza tácita. Alejandro Heredia fue nombrado comandante del Ejército del Norte (esto es, el ejército argentino cuyas tropas estaban compuestas casi en su totalidad por bisoños soldados reclutas del noroeste).
Tal ejército improvisado y mal pertrechado tuvo a Heredia como jefe máximo y a los generales Gregorio Paz y Manuel Virto como inmediatos comandantes. Prácticamente careció de todo apoyo logístico desde el resto de la Argentina (en parte porque las fuerzas argentinas de las otras regiones debían afrontar otros conflictos).
El 20 de enero de 1839 las fuerzas restauradoras al mando del general chileno Manuel Bulnes y el peruano Ramón Castilla logran la victoria de Yungay contra Santa Cruz que pone fin a la Confederación Perú-Boliviana. El 14 de febrero de 1839, el nuevo presidente de Bolivia comunicó el fin de la guerra y el 26 de abril de 1839 el gobierno argentino le puso fin oficialmente.

## Historia
En 1837 estalló la guerra entre la Confederación Argentina y la Confederación Perú-Boliviana, tanto por el conflicto por la provincia de Tarija, como por el hecho de que tropas peruano-bolivianas invadieron la mayor parte de Jujuy, la Puna de Atacama y el norte de la provincia de Salta. Rosas nombró a Alejandro Heredia comandante del Ejército del Norte (un ejército argentino cuyas tropas estaban compuestas casi en su totalidad por bisoños soldados reclutas del Noroeste argentino) contra el “tirano Santa Cruz”.
Su plan era recuperar Tarija y Tupiza rápidamente, y atacar Potosí en otoño, a fin de que al enemigo le resultara difícil avanzar durante el invierno. Sus oficiales principales fueron Gregorio Paz y Manuel Virtu. Pero su ejército, improvisado y mal pertrechado careció de todo apoyo logístico desde el resto de la Argentina (principalmente porque las fuerzas argentinas de las otras regiones debían afrontar otros graves conflictos – bloqueos y hostilidades franco-inglesas, ataques de los "colorados” y unitarios instalados en Montevideo, apoyados por Brasil, Francia e Inglaterra, y diversas tropas mercenarias). También las luchas entre la población gaucha de las provincias con las poblaciones de etnias indígenas por ese entonces no integradas en la incipiente Argentina mantuvieron ocupadas a las provincias.
Las operaciones militares al mando de Alejandro Heredia lograron, con muchas dificultades, liberar las zonas de Jujuy y de Salta que habían sido invadidas. Pero no pudieron recuperar Tarija, al tener que enfrentar tropas mucho más numerosas, descansadas y mejor dirigidas por expertos oficiales mercenarios como el general alemán Otto Philip Braun. Se lograron algunas victorias en posición defensiva, especialmente en Humahuaca, pero los avances fueron casi nulos.
Tras la ocupación de casi todo Jujuy y el norte de Salta por parte de los peruano-bolivianos estos pudieron establecer un fuerte dispositivo ante las contraofensivas de las provincias argentinas: los caminos más directos como el de la Quebrada de Humahuaca o el de Iruya o el bastante más difícil de la Puna de Atacama estaban bloqueados. Pero lo más grave quizás fue el paso del caudillo Eustaquio Méndez al bando peruanoboliviano ya que en esa época la Confederación Perú-boliviana parecía ofrecer un estado mucho más rico, próspero y estable que el de la Confederación Argentina que no parecía poder salir de la feroz guerra civil que azotó a la Argentina en esa época.
Ante tantos obstáculos las tropas al mando de Heredia optaron por un rodeo de las zonas en donde era fuerte el enemigo, es decir un avance por el entonces casi desconocido Chaco hasta ingresar a Tarija, pero la bastante pequeña hueste argentina se encontró diezmada por las plagas que entonces presentaba la región chaqueña (paludismo, tripanosomiasis, amebiasis) y un calor tórrido extenuante. Las tropas argentinas del norte lograron reingresar a la región de Tarija pero fueron esperadas por tropas peruanobolivianas mucho más numerosas, bien alimentadas, frescas y descansadas en la cuesta Montenegro/Coyambuyo a poca distancia de la ciudad de Tarija, para agravar las contrariedades que sufrieron las bisoñas tropas de la Confederación Argentina en Tarija se encontraban refugiados muchos unitarios de origen argentino que no hesitaron en apoyar a los peruanobolivianos contra los federales argentinos.
Aunque la guerra no tuvo una conclusión clara, la derrota en Coyambuyo (llamada por los bolivianos y peruanos batalla de Montenegro, casi a las puertas de la ciudad de Tarija) significó un desprestigio para las tropas que lideraba Heredia y también para él mismo[cita requerida]. En la práctica, terminó en un empate, que sería resuelto más tarde por el ejército chileno en Yungay.
Para entonces Heredia contaba con un poderoso ejército. Sus milicias tucumanas en 1838 se componían de un batallón y diez regimientos de caballería, cada uno formado por dos, tres o más escuadrones (de dos compañías de 62 hombres). Estas fuerzas consumían hasta el 60% de las erogaciones provinciales, pero permitieron al caudillo ejercer su «Protectorado» sobre Jujuy, Salta y Catamarca a través de los 5000 hombres bajo su mando, veteranos de las campañas ininterrumpidas que se venían dando desde los inicios de su gobierno.